# Hugo Malmi

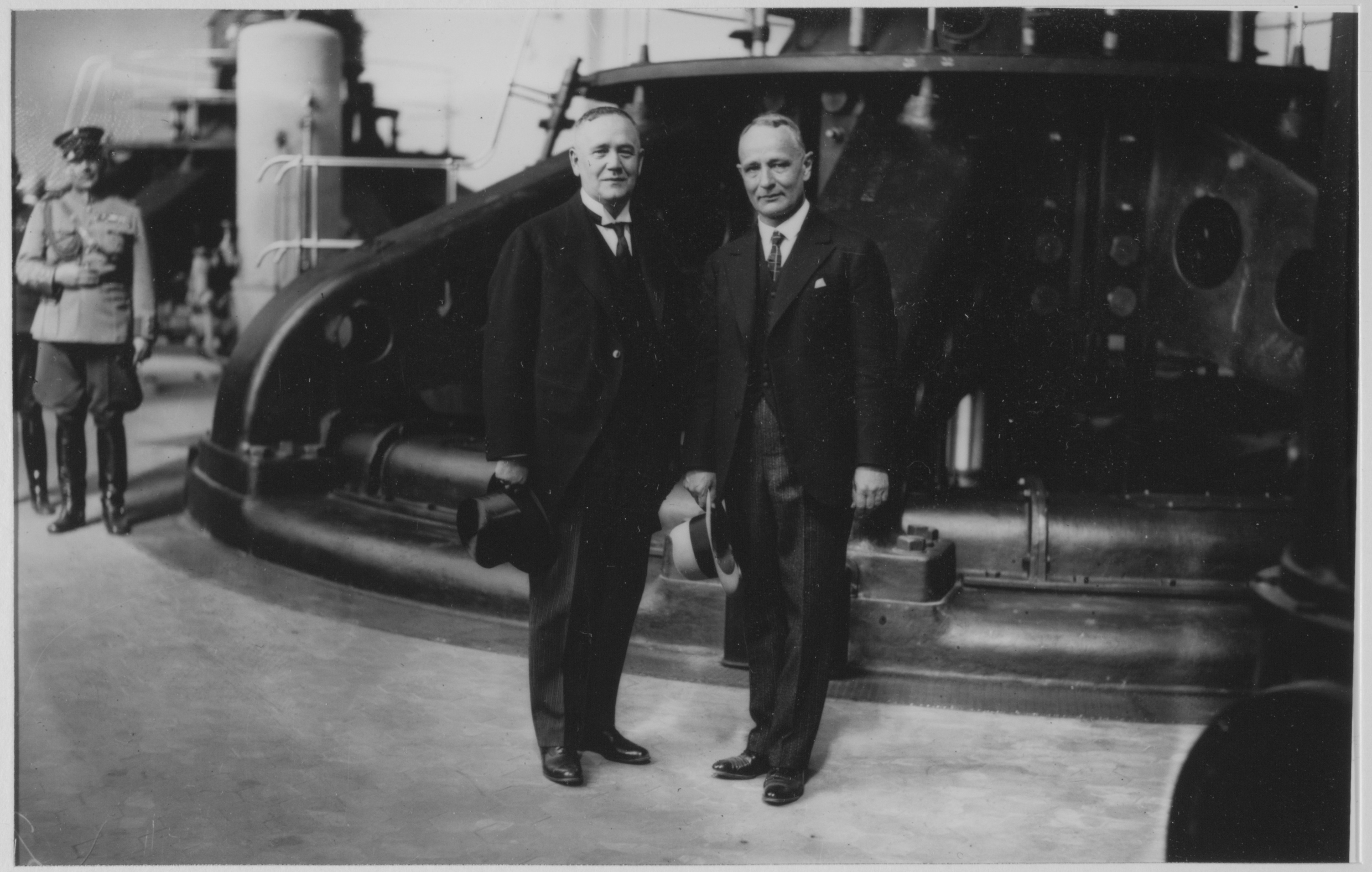
President L. Kr. Relander och Hugo Malmi år 1929 då Imatra kraftverk togs i bruk.

Hugo Johannes Malmi (till 1906 Malm), född 5 mars 1878 i Helsingfors, död där 1 april 1952, var en finländsk väg- och vattenbyggnadsingenjör. 
Malmi anställdes 1903 vid finländska Väg- och vattenbyggnadsstyrelsen, där han tjänstgjorde som äldre ingenjör 1919–1929. Han ledde planeringen och byggandet av vattenkraftverket i Imatra 1918–1929, blev överingenjör vid Statens vattenkraftsbyrå 1919, var generaldirektör för Imatra kraftverk 1929–1932 och verkställande direktör för Imatran Voima Oy 1932–1948. Han tilldelades bergsråds titel 1948 och utgav boken Imatra ja sen kahlehtiminen (1949).

## Utmärkelser
- Kommendörstecknet av Finlands Vita Ros’ orden[1]
- Kommendör av Sankt Olavs orden[1]

[Redigera Wikidata]